# Poul Hansen Roed
Poul Hansen Roed (født 17. november 1845 i Bølling, død 24. maj 1928 i København) var en dansk købmand og politiker. Han var medlem af Folketinget fra 1881 til 1887.
Roed var søn af gårdejer Hans Roed som senere blev sognefoged. Han var elev på Uldum Højskole i vinteren 1862-1863 og på Askov Højskole i vinteren 1865-1866. Han forpagtede en kro fra 1869 til 1872 og drev til 1877 et konditori i en ejendom i Kolding som han havde erhvervet i 1871. I 1877 overtog han i stedet en købmandsforretning i Kolding fra en af hans brødre. Han flyttede i 1882 til København hvor han havde et ismejeri og en smørhandel. Senere fik en han også en kollektion for Klasselotteriet.
Ved folketingsvalget i juli 1881 vandt han i Vonsildkredsen over C. Bay (Højre), som havde været kredsens folketingsmedlem siden valget i maj samme år. Efter at være genvalgt i 1884, trak han sig tilbage ved valget i 1887. I Folketinget tilsluttede han sig han Christen Berg i Det folkelige Venstre og senere Det danske Venstre.
Roes stillede igen op til Folketinget ved folketingsvalget i 1892 i Fredensborgkredsen og ved folketingsvalget i 1918 i København-Frederiksberg, men blev ikke valgt igen.